# KNOPPIX
KNOPPIX（クノーピクス、ノピックス）とは、CD-ROMまたはDVD-ROMから起動することが可能なDebianベースのLinuxディストリビューション。

## 概要
ドイツのKlaus KnopperがDebianパッケージを元に開発しているものが原型となる。一枚のCD/DVD/USBメモリなどのリムーバブルメディアから起動できるLive CDとして利用することを基本としていることが特徴。
当初はCD版のみの提供だったが、収録希望のアプリケーションの数が増えるに伴いCD-ROMの容量では不足するため、正式な同時リリース決定の前に二度ほどDVDイメージの頒布も行われている。Version 4.0で開発者のKlaus KnopperがDVD-ROM版とCD-ROM版をほぼ同時に提供することを決定した。CD-ROM版を"light"（軽量版）、DVD-ROM版を"maxi"（大容量版）と位置付け、DVD版では更に多くのアプリケーションが標準で利用可能となっている。4.0版（DVD版）は2005年6月22日にLinuxTagで配布された。Version 7.2でCD-ROM版の提供を終了し、DVD-ROM版に一本化された。
Live CDとしての利用が前提であるため、ハードディスクにOSをインストールする必要がなく、初期状態ではハードディスクに変更を加えずにLinuxを稼働させ、さまざまなコマンドやアプリケーションを使うことができる。
これらの特性から、ハードディスクに障害が発生している場合に仮のシステムとして起動させ、ハードディスクの診断や他のメディアなどへのデータをサルベージするなどの作業にも使用可能である。
また、パソコンに接続されたハードウエアを数多くサポートし自動的に認識する能力に優れていることも特徴の1つで、例えばユーザーはビデオ・カードの種類などを指定する必要がなく、直ちにGUIを利用可能となる。ネットワークについてもDHCP環境にあれば、LANにつながっているだけで自動的に接続設定がおこなう。ネットワークに繋がれば、必要なファイルなどはhttp, ftpなどで保存できるためハードディスクなどがなくても困らない。
基本的に1CD/1DVDブータブルオペレーティングシステムであるが、LibreOfficeなどのアプリケーションソフトが付属している。CD/DVDから起動するため、標準では書き込み（データの変更）を行うことができるユーザのホーム・ディレクトリなどがRAMディスク上に置かれており、パソコンの再起動やシャットダウンで保存したデータは消えてしまう。
しかし、それらをフロッピーディスク、可搬式のハードディスク、USBメモリなどに保存することもできる。そのため国外の旅行先でも、CD-ROMから起動できるパソコンを借りることによって、自国語環境の元で簡単な仕事を行うこともできる。
データの書き換えができないCD/DVDに起動に必要な要素がすべて格納されているため、起動中にどのような状態になっても再起動すれば元に戻る、という特徴がある。この特徴を生かし、不特定多数がパソコンを共有する公共の場に置かれるキオスク端末や、学校教育などでの使用が考えられている。
また、最近OSで流行している3Dデスクトップの搭載に対応するため、5.1から、3Dデスクトップ環境Beryl、5.3.1からはその後継のCompiz Fusionが搭載された。

## KNOPPIXの特徴
CDやDVDから起動できることが、最大の特徴であるKNOPPIXだが、バージョンごとに新たな技術的試みが取り込まれていることも、KNOPPIXの特徴となっている。

### UnionFS / aufs
KNOPPIX3.8.1からは、UnionFSというファイルシステムが採用されており、本来書き込むことができないはずのCD-ROMに対し、仮想的にファイルを書き込むことができるようになった。
これにより、一時的にではあるが、それまで不可能だったパッケージの追加などがおこなえるようになった。
KNOPPIX5.1からは安定性向上のため、unionfsに替わり、aufs(another unionfs)が採用されている。

### 各種エミュレータの搭載
KNOPPIXには各種エミュレーション用ソフトウエア（エミュレータ）が搭載されており、最もエミュレータが利用しやすいOSのひとつとなっている。QEMUはKNOPPIX上、もしくはWindows上でKNOPPIXを起動でき、Cooperative LinuxをWindowsにインストールすることで、Windows上の一ウインドウとしてKNOPPIXが動作する。Xenと組み合わせた版であるXenoppixでは、KNOPPIX上でPlan 9やNetBSDが利用できる。

### CD/DVD以外からの起動
KNOPPIXはCD/DVDから起動させるのが一般的であるが、多彩な起動方法が選択できることも特徴のひとつで、CD/DVDに格納されたイメージをハードディスクにインストールしてしまい、通常のLinuxディストリビューションの様にハードディスクから起動することも可能である。
KNOPPIX5.1以降には、KNOPPIXをUSBフラッシュメモリから起動させるためのスクリプトmkbootdevが追加されており、1GBのUSBフラッシュメモリを使用すればCD版のすべての機能を利用することができるようになっている。
また、公式対応以前にも、USBフラッシュメモリ起動の試みは、USB-KNOPPIXなど、各所でおこなわれていた。
そのほかコンパクトフラッシュからの起動や、サーバを用意して、ネットワークからのPXEブート、またHTTPポートを使用して必要なイメージをネットワークから取得して起動する方法も選択できるようになっている（HTTP-FUSE-KNOPPIX）。

## バージョン

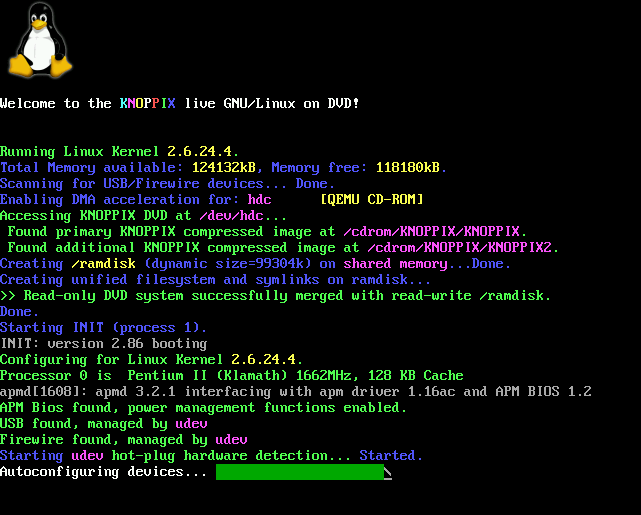
The classic Knoppix start-up process

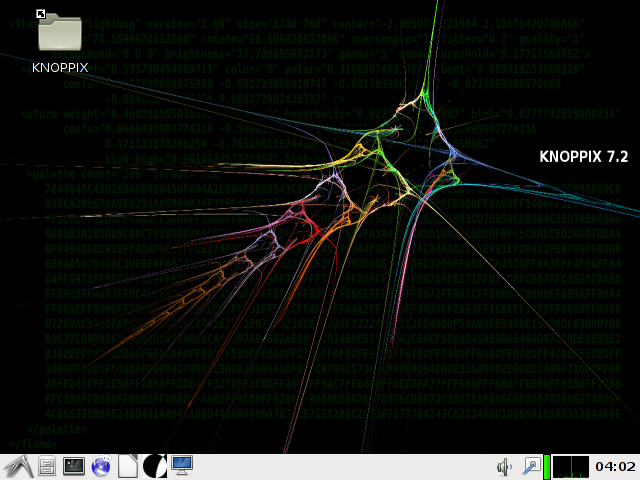
KNOPPIX 7.2 with LXDE

| Version                                  | 公開       | CD  | DVD |
| ---------------------------------------- | ---------- | --- | --- |
| 1.4                                      | 2000-09-30 | Yes | No  |
| 1.6                                      | 2001-04-26 | Yes | No  |
| 2.1                                      | 2002-03-14 | Yes | No  |
| 2.2                                      | 2002-05-14 | Yes | No  |
| 3.1                                      | 2002-10-01 | Yes | No  |
| 3.2                                      | 2003-06-16 | Yes | No  |
| 3.3                                      | 2003-09-22 | Yes | No  |
| 3.4                                      | 2004-05-17 | Yes | No  |
| 3.5 LinuxTag-Version                     | 2004-06    | No  | Yes |
| 3.6                                      | 2004-08-16 | Yes | No  |
| 3.7                                      | 2004-12-09 | Yes | No  |
| 3.8 CeBIT-Version                        | 2005-02-28 | Yes | No  |
| 3.8.1                                    | 2005-04-08 | Yes | No  |
| 3.8.2                                    | 2005-05-12 | Yes | No  |
| 3.9                                      | 2005-06-01 | Yes | No  |
| 4.0 LinuxTag-Version                     | 2005-06-22 | No  | Yes |
| 4.0 updated                              | 2005-08-16 | No  | Yes |
| 4.0.2                                    | 2005-09-23 | Yes | Yes |
| 5.0 CeBIT-Version                        | 2006-02-25 | No  | Yes |
| 5.0.1                                    | 2006-06-02 | Yes | Yes |
| 5.1.0                                    | 2006-12-30 | Yes | Yes |
| 5.1.1                                    | 2007-01-04 | Yes | Yes |
| 5.2 CeBIT-Version                        | 2007-03    | No  | Yes |
| 5.3 CeBIT-Version                        | 2008-02-12 | No  | Yes |
| 5.3.1                                    | 2008-03-26 | No  | Yes |
| ADRIANE                                  |            |     |     |
| 6.0.0                                    | 2009-01-28 | Yes | No  |
| 6.0.1                                    | 2009-02-08 | Yes | No  |
| 6.1 CeBIT-Version                        | 2009-02-25 | Yes | Yes |
| 6.2 / ADRIANE 1.2                        | 2009-11-18 | Yes | Yes |
| 6.2.1                                    | 2010-01-31 | Yes | Yes |
| 6.3 CeBIT-Version                        | 2010-03-02 | No  | Yes |
| 6.4.3                                    | 2010-12-20 | Yes | Yes |
| 6.4.4                                    | 2011-02-01 | Yes | Yes |
| 6.5 CeBIT-Version                        | 2011-03    | No  | Yes |
| 6.7.0                                    | 2011-08-03 | Yes | Yes |
| 6.7.1                                    | 2011-09-16 | Yes | Yes |
| 7.0.1                                    | 2012-05-24 | No  | Yes |
| 7.0.2                                    | 2012-05-30 | No  | Yes |
| 7.0.3                                    | 2012-07-01 | Yes | Yes |
| 7.0.4                                    | 2012-08-20 | Yes | Yes |
| 7.0.5                                    | 2012-12-21 | Yes | Yes |
| 7.2.0                                    | 2013-06-24 | Yes | Yes |
| 7.4.0                                    | 2014-08-07 | No  | Yes |
| 7.4.1                                    | 2014-09-15 | No  | Yes |
| 7.4.2                                    | 2014-09-28 | No  | Yes |
| 7.5 CeBIT-Version                        | 2015-03-16 | No  | Yes |
| 7.6.0                                    | 2015-11-21 | No  | Yes |
| 7.6.1                                    | 2016-01-16 | No  | Yes |
| 7.7.0 CeBIT-Version                      | 2016-03-14 | No  | Yes |
| 7.7.1                                    | 2016-10-27 | No  | Yes |
| 8.0.0 CeBIT-Version                      | 2017-03-24 | No  | Yes |
| 8.1.0                                    | 2017-09-27 | No  | Yes |
| 8.2.0                                    | 2018-05-16 | No  | Yes |
| 8.3.0 (DELUG-DVD)                        | 2018-06-07 | No  | Yes |
| 8.5.0 Linux-Magazine/ Linux-User Edition | 2019-03-14 | No  | Yes |
| 8.6.0                                    | 2019-08-08 | No  | Yes |
| 8.6.1                                    | 2019-11-22 | No  | Yes |
| 9.0.0 Linux-Magazine (DELUG edition)     | 2020-03-05 | No  | Yes |

## 日本語版
かつて日本国内では独立行政法人産業技術総合研究所によって、日本語化をはじめとする日本の国情にあわせたローカライゼーションや、様々な機能を追加したものが本家とは別途に開発、配布されていたが、現在ではそのプロジェクトは解散している。
なお2020年現在の時点で、本家のKNOPPIXには日本語のロケールも追加されているので日本語での利用も一応可能になっているが、初期状態ではドイツ語版か英語版であることや、日本語入力用IMEなどの積極的なサポートが無いことなどにより追加設定の手間が必要である。

### 産業技術総合研究所版の独自機能
日本語版ではInstall2WinというWindowsパソコンにKNOPPIXをインストールしてマルチブート環境を構築することによってハードディスクからKNOPPIXが起動できるようにする機能が搭載されている。ただしこの機能は、上述のインストール機能よりインストールされるOSの操作は、LiveCDのOSに近い。だが、上述の機能ではKNOPPIXではなく、Debianがインストールされる。
また、日本語版では教育ソフトを収録した、KNOPPIX EduやKNOPPIX/Mathが開発されている（注：2020年の時点でKNOPPIX/MATHの開発は終了してMathLibreへと移行している）。
バージョン6からLCAT(Live CD Acceleration Tool kit)と呼ばれる機能が追加された。
これは、Live CDから起動する際に読み込まれるデータの配置を最適化することによりCDのピックアップの移動を抑えて起動時間を短縮する機能であるが、機能単体のプロジェクトも存在する。
産業技術総合研究所による日本語版の開発、並びに頒布は既に終了しており、7.0.2が最終版となっている。プロジェクトの閉鎖に伴い2015年4月に公式サイトは閉鎖された。

## 派生版

KNOPPIX 系統樹

KNOPPIXの派生品一覧に掲載。
| 配布版           | 説明                                                           |
| ---------------- | -------------------------------------------------------------- |
| Damn Small Linux | 名刺大のCDやUSB pendrive向けの軽量なKNOPPIXLive CD。開発停止。 |

### その他の派生版
※すべて侵入テスト用かつ開発停止。
- Whoppix - ver.2系まで。BackTrackの前身。
- Auditor Security Collection - BackTrackの前身。
- BackTrack - ver.3まで

### 日本発の派生版
- Xenoppix - KNOPPIXにXenを搭載したディストリビューション。
- Regret - KNOPPIX派生のディストリビューション。